# Jan Bernard Struik
Jan Bernard Struik (Gorinchem, 1950) is een Nederlandse voorganger. Hij was lange tijd voorganger van de Vineyard-gemeente in Utrecht.
Hij groeide op in Sneek en studeerde landschapsarchitectuur aan de Universiteit van Wageningen. Afkomstig uit een reformatorische kerk maakte na een geloofscrisis in zijn studententijd de overstap naar de evangelische beweging. Hij werd actief in een evangelische gemeente in Wageningen, en later oudste. In 1985 werd hij fulltime voorganger.
Na een bezoek aan een Vineyard-conferentie in Duitsland (1987) raakte hij bevriend met een naaste medewerker van John Wimber. Als voorzitter (1990-1995) van het Kana Comité was hij betrokken bij de komst van John Wimber naar Nederland.
Relaties met Vineyard voorgangers en het gemeenschappelijk ervaren gedachtegoed van Vineyard leidde tot de aansluiting van de Wageningse gemeente bij de Vineyard-beweging op 6 maart 1994. In 1998 stichtte hij een Vineyard-kerk in Utrecht. Struik was daar tot 2016 voorganger.[ Hij is tevens nationaal directeur van Vineyard voor de Benelux en is betrokken bij gemeentestichting en –opbouw in Polen en de Baltische staten. Hij schreef het boek Flying I saw a swan; Hearing God.
Jan Bernard Struik is getrouwd met Tineke. Samen hebben ze een dochter en een zoon.